# Chiesa di Santa Maria Maggiore (Labro)
La chiesa di Santa Maria Maggiore è la parrocchiale di Labro, in provincia e diocesi di Rieti; fa parte della zona pastorale del Montepiano Reatino.

## Storia
La prima citazione della parrocchiale di Santa Maria Maggiore risale al 1398; questa chiesa era stata realizzata mediante la trasformazione del palazzo d'armi della famiglia De' Nobili.
Sul finire del XV secolo, in seguito all'assassinio di un sacerdote perpetrato da Giovanni de' Novili, papa Sisto IV lo scomunicò e ordinò che il castello della sua casata fosse raso al suolo come pegno per l'annullamento dell'interdetto; sulle fondamenta dell'edificio venne poi costruita una cappella intitolata alla Beata Vergine del Rosario.
La parrocchiale fu elevata al rango di collegiata l'11 febbraio 1508 dal cardinale Giovanni Colonna, amministratore apostolico di Rieti; nel XVII secolo il presbiterio venne interessato da alcuni interventi di risistemazione.
Negli anni settanta la chiesa fu adeguata alle norme postconciliari e nel 2015 essa venne restaurata e consolidata.

## Descrizione

### Esterno
La facciata della chiesa, in pietra e con coronamento orizzontale, presenta al centro il portale maggiore e, sopra di esso, il piccolo rosone, mentre sulla destra si apre l'ingresso secondario che conduce alla navata laterale.
Annesso alla parrocchiale è il campanile a base quadrata, caratterizzato da due registri, in cui si aprono delle monofore, e coperto dal tetto a padiglione.

### Interno
L'interno dell'edificio è suddiviso da pilastri in due navate: quella centrale, che consta di quattro campate e che è coperta da volte a crociera, presenta sul lato sinistro due cappelle, mentre quella laterale, che si sviluppa sul lato destro e anch'essa voltata a crociera, è suddivisa in sei campate; al termine dell'aula si sviluppa il presbiterio, rialzato di alcuni gradini e chiuso dalla parete di fondo piatta.